# جيمي دورنان
جيمي دورنان (بالإنجليزية: Jamie Dornan)‏ ولد 1 مايو 1982 في هوليوود ايرلندا الشمالية هو عارض أزياء و ممثل بريطاني . من أهم أفلامه خمسون ظلا للرمادي.

## روابط خارجية
- جيمي دورنان على موقع IMDb (الإنجليزية)
- جيمي دورنان على موقع ألو سيني (الفرنسية)
- جيمي دورنان على موقع تيرنر كلاسيك موفيز (الإنجليزية)
- جيمي دورنان على موقع أول موفي (الإنجليزية)
- جيمي دورنان على موقع قاعدة بيانات الأفلام السويدية (السويدية)
- جيمي دورنان على موقع قاعدة بيانات الفيلم (الإنجليزية)
- جيمي دورنان على موقع كينوبويسك (الروسية)